# Edgar Quinet (metropolitana di Parigi)
Edgar Quinet è una stazione della metropolitana di Parigi sulla linea 6, sita nel XIV arrondissement di Parigi.

## La stazione
La stazione venne aperta nel 1906 prendendo il nome dallo storico Edgar Quinet (1803-1875) che si occupò di Germania e del Cristianesimo, visto da un ateo in Génie des Religions. I suoi corsi al Collège de France vennero sospesi da François Guizot nel 1846. Eletto deputato nel 1848, venne esiliato nel 1851. Rientrato in Francia, venne rieletto deputato nel 1871. Pubblicò Les Révolutions d'Italie nel 1852 e L'Esprit nouveau nel 1874.

## Accessi
- scala all'estremità ovest del terrapieno centrale, nonto come «Allée Georges-Besse», all'11 del boulevard Edgar Quinet.

## Dintorni
- Montparnasse